# Oosterend (Olanda Settentrionale)
Oosterend (in Tessels: Strend) è un villaggio olandese sul Mare del Nord situato nell'isola di Texel, isola appartenente all'arcipelago delle isole Frisone Occidentali. Conta una popolazione di circa 1.200 abitanti.

## Geografia fisica
Oosterend si trova nella parte centrale della costa orientale dell'isola di Texel, tra i villaggi di Oudeschild e De Cocksdorp (rispettivamente a nord del primo e a sud del secondo), a circa 8-9 km a nord-est di Den Burg, centro principale dell'isola.

## Storia
Fino alla metà del XIX secolo, gran parte della popolazione del villaggio viveva di pesca delle ostriche. 

## Monumenti e luoghi d'interesse
Oosterend conta 59 edifici classificati come rijksmonumenten e 5 edifici classificati come gemeentelijke monumenten.

### Architetture religiose

#### Maartenskerk o Grote Kerk
Tra i principali edifici di Oosterend, figura la Maartenskerk o Grote Kerk, situata nella Kerkstraat e risalente al XII secolo. 

#### Martinuskerk
Lungo la Vliestraat, si trova invece la Martinuskerk, costruita nel 1905.

#### Ex-Chiesa protestante
Lungo la Paperstraat si trova invece l'ex-chiesa protestante, risalente al 1897 e in seguito trasformata in edificio civile.

### Architetture civili

#### Mulino Het Noorden
Nella buurtschap di Oost si trova il Mulino Het Noorden, risalente al 1878.

## Cultura

### Eventi
Ogni cinque anni, ha luogo ad Oosterend la Oosterend Present. 

## Geografia antropica

### Suddivisioni amministrative

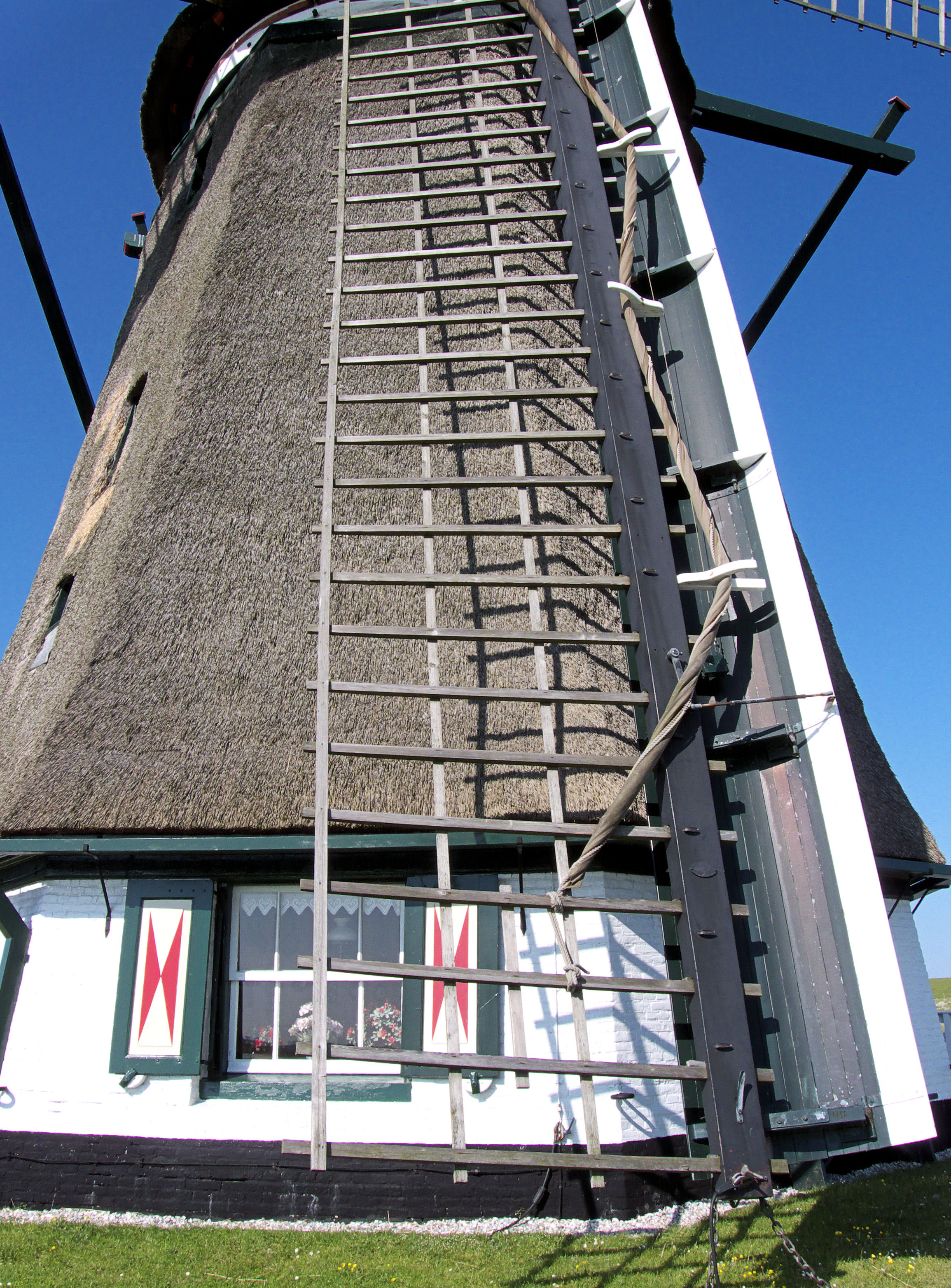
Oosterend: il mulino Het Noorden

Buurtschappen
- Harkebuurt
- De Nes
- Nieuweschild
- Het Noorden
- Noorderbuurt
- Oost
- Spijkdorp
- Zevenhuizen